# 卡哈馬卡 (托利馬省)
卡哈馬卡是哥倫比亞的城鎮，位於該國中西部，由托利馬省負責管轄，始建於1867年，面積520平方公里，海拔高度1,800米，2005年人口19,501，人口密度每平方公里37.5人。
4°25′N 75°30′W / 4.417°N 75.500°W